# Crazy Town
Crazy Town (někdy zkráceně jako CXT) byla americká rap rocková kapela, kterou založili v roce 1995 dva zpěváci Bret „Epic“ Mazur a Seth „Shifty“ Binzer.
Crazy Town se nejvíce proslavili svým hitem „Butterfly“ z roku 2000, který se dostal na první příčku v hudebním žebříčku Billboard Hot 100 v USA. Jejich debutové desky The Gift of Game se posléze prodalo přes 1 a půl milionu kusů.
Následující album Darkhorse (2002) se již s podobným úspěchem nesetkalo, což také přispělo k následnému rozpadnutí kapely v roce 2003. Zpěváci Shifty a Epic se rozhodli kapelu obnovit v roce 2007. V roce 2015 pak vyšla třetí řadová deska The Brimstone Sluggers.
V roce 2017 Epic Mazur kapelu opustil a Binzer změnil její název na Crazy Town X. V březnu 2024 kapela vydala EP Flirting with Disaster. Shifty Shellshock zemřel v červnu 2024, čímž kapela ukončila činnost.

## Diskografie

### Studiová alba
- The Gift of Game (1999)
- Darkhorse (2002)
- The Brimstone Sluggers (2015)
- EP Flirting with Disaster (2024)